# Cœlé-Syrie (province romaine)
Ne doit pas être confondu avec Cœlé-Syrie.
198 – fin du IVe siècle
Entités précédentes :
- Syrie

Entités suivantes :
- Syrie première
- Syrie seconde

La Cœlé-Syrie (en latin : Coele Syria) est une province romaine créée par Septime Sévère en 198 en divisant la province de Syrie. Elle eut pour métropole Antioche-sur-l'Oronte.